# Comuna Doina, Cahul
Doina este o comună din raionul Cahul, Republica Moldova. Cuprinde satele Doina, Iasnaia Poleana și Rumeanțev.

## Demografie
Structură etnică
     moldoveni (52,34%)
     ucraineni (28,7%)
     ruși (3,96%)
     găgăuzi (3,24%)
     bulgari (10,67%)
     români (0,11%)
     evrei (0%)
     polonezi (0%)
     țigani (0,05%)
     alte etnii / nedeclarată (0,93%)
Conform datelor recensământului din 2004, populația localității este de 1.819 locuitori, dintre care 897 (49,31%) bărbați și 922 (50,69%) femei. Structura etnică a populației în cadrul localității arată astfel:
- moldoveni — 952;
- ucraineni — 522;
- ruși — 72;
- găgăuzi — 59;
- bulgari — 194;
- români — 2;
- țigani — 1;
- altele / nedeclarată — 17.

## Administrație și politică
Componența Consiliului local Doina (11 consilieri), ales la 5 noiembrie 2023, este următoarea:
|  | Partid                                       | Consilieri | Componență | Componență | Componență | Componență | Componență | Componență |
|  | -------------------------------------------- | ---------- | ---------- | ---------- | ---------- | ---------- | ---------- | ---------- |
|  | Partidul Socialiștilor din Republica Moldova | 6          |            |            |            |            |            |            |
|  | Partidul Democrat Modern din Moldova         | 5          |            |            |            |            |            |            |